# Nikos Galis
Nikolaos Georgalis (en griego Νικόλαος Γεωργαλής), más conocido como Nikos Gallis (en griego: Νίκος Γκάλης, Union City, Nueva Jersey, Estados Unidos, 23 de julio de 1957) es un exjugador de baloncesto greco-estadounidense que formó parte de la Selección de baloncesto de Grecia. Es miembro del Salón de la Fama FIBA y del Basketball Hall of Fame.

## Biografía
Gallis ganó 8 veces el título de liga griego, en 1983, 1985, 1986, 1987, 1988, 1989, 1990 y 1991. Además ganó en 7 ocasiones la copa griega: 1985, 1987, 1988, 1989, 1990, 1992, 1993 además de varios títulos a nivel individual como 5 MVP de la temporada regular, 11 veces máximo anotador de la liga, 4 veces máximo asistente de la liga, líder en asistencias en la Euroliga en 1994, dos veces máximo anotador en la Euroliga, miembro del Salón de la fama del baloncesto griego,  miembro del FIBA Hall of Fame desde el año 2007 y seleccionado como uno de los 50 grandes contribuidores de la Euroliga.
Galis jugó en la posición de escolta y pasó la mayor parte de su carrera en el Aris, antes de retirarse en su última temporada con el Panathinaikos. Es líder absoluto de la Euroliga tanto en puntos por partido (contando tanto partidos en la FIBA y la ULEB), siendo máximo anotador ocho veces. Llegó a la Final Four de la Euroliga en cuatro ocasiones, tres consecutivas con Aris (1988-90), y otra con el Panathinaikos (1994). Es también el máximo encestador de todos los tiempos de la Liga griega de baloncesto (en todos sus formatos), tanto en puntos por partido como puntos conseguidos a lo largo de su carrera. Además de eso, ostenta el récord de puntuación del Campeonato Mundial de Baloncesto, así como el récord de promedio de puntos conseguidos por partidos en campeonato, así como el de puntos anotados en un Campeonato Mundial (lo logró en el Campeonato de 1986).

## Clubes
- Aris Salónica BC (1979–1992)
- Panathinaikos BC (1992–1994)

## Logros y reconocimientos

### Nacional
- Liga de Grecia: 8

Aris Salónica: 1983, 1985, 1986, 1987, 1988, 1989, 1990, 1991
- Copa de Grecia: 7

Aris Salónica: 1985, 1987, 1988, 1989, 1990, 1992
Panathinaikos BC: 1993
- Supercopa de Grecia: 1

Aris Salónica: 1986

### Con la selección griega
- Eurobasket 1987:
- Eurobasket 1989:

### Logros individuales
Club
- Máximo anotador de la Liga de Grecia: 11 (1981-1991)
- MVP de la Liga de Grecia: 5 (1988-1992)

Selección griega
- Máximo anotador del Eurobasket: 4 (1983, 1987, 1989, 1991)
- Quinteto ideal del Eurobasket: 4 (1983, 1987, 1989, 1991)
- MVP del Eurobasket: 1987
- Máximo anotador del mundial: 1986

Reconocimientos
- Salón de la Fama FIBA: (2007)
- Basketball Hall of Fame (2017)